# Project Reality
Project Reality (PR) ist eine Modifikation des Computerspiels Battlefield 2, die ab Version 1.3 auch ohne Battlefield 2 spielbar ist. Das Ziel der Mod ist es, Kampfszenarien möglichst realistisch und teamorientiert zu gestalten und gehört zu den Computerspielgenres der Taktik-Shooter und Militärsimulationen (MilSim). Project Reality begann als Mini-Mod, welche lediglich die Eigenschaften vorhandener Spielelemente beeinflusste. Mittlerweile sind allerdings so viele eigene Spielmechaniken, Waffen, Fahrzeuge und Tonaufnahmen dazugekommen, dass die verbleibenden Elemente des Originalspiels eine Minderheit bilden.

## Inhalt
Die Eigenschaften aller Waffen und Fahrzeuge wurden, soweit dies im Rahmen der Engine möglich war, an ihre realen Vorbilder angepasst. Militärische Berater aus den Streitkräften mehrerer Nationen halfen dabei, die Ballistik und die Ausrüstung der Soldaten realistischer zu gestalten. Die durch Waffen verursachten Schäden wurden angepasst und nach einem schweren Treffer tritt eine Blutung ein, welche versorgt werden muss.
Als unrealistisch erachtete Spielelemente des Originalspiels, wie die Gesundheitsanzeige, das eingeblendete Zielfadenkreuz, die Anzeige für die Anzahl der Kugeln in der Waffe sowie Benachrichtigungen über Treffer und Abschüsse wurden entfernt. Entfernt wurden außerdem alle Elemente aus Battlefield 2, die automatisch die Positionen feindlicher Spieler auf der Karte markierten.
Gegenüber Battlefield 2 wurden die Spielmechaniken erheblich verändert. Vor allem der (Wieder-)Einstieg in den Kampf wurde überarbeitet. Spieler können nicht an jeder beliebigen vom eigenen Team besetzten Fahne spawnen, ebenso fällt das Spawnen beim Anführer des eigenen Squads weg. Als Ausgleich gibt es die Möglichkeit, Vorposten und Sammelpunkte zu errichten, die unter anderem auch als Spawnpunkte dienen. Besondere Ausrüstung ist nach dem Spawnen anforderbar und wird in begrenztem Umfang ausgegeben. Fahrzeuge und Lufteinheiten benötigen besondere Ausrüstungen, um bedient zu werden.
Der Zugang zu Ausrüstungen, sog. „Kits“, ist limitiert. Da Ausrüstungen für bestimmte Tätigkeiten benötigt werden, ist ein gewisses Maß an Squad- und Teamorganisation nötig, um die verschiedenen Möglichkeiten ausnutzen zu können. Die Besatzung schwerer Fahrzeuge muss zum Beispiel „Fahrerkits“ nutzen, d. h. diese Spieler sind nur mit einer Pistole bewaffnet. Auch ist z. B. nur ein „Combat Engineer“ pro Team verfügbar, sodass nur eine Person gleichzeitig Minen legen kann. Als Anreiz für Teamplay ist z. B. auch für die Verfügbarkeit mancher Kits eine Mindestanzahl von Spielern im eigenen Squad erforderlich.
Viele Fahrzeuge können nur von mehreren Personen gleichzeitig benutzt werden. Zum Beispiel ist das Bemannen des Geschützturmes eines Panzers nur möglich, wenn ein Fahrer für den Panzer zur Verfügung steht. Umgekehrt ist ein Panzer ohne Richtschütze taktisch wertlos und wird i. d. R. nicht auf dem Kampffeld geduldet.
Der Verlust einiger Fahr- und Flugzeuge ist mitunter schwerwiegend, denn das Team verliert damit nicht nur Punkte, sondern es dauert oft lange, bis das zerstörte Objekt dem Team wieder zur Verfügung steht (z. B. oft 20 Minuten ab Verlust eines Kampfhubschraubers/-jet oder Panzers). Somit sind Waffensysteme nur begrenzt verfügbar und ihr Verlust kann zu empfindlichen Störungen des Spielgleichgewichts führen.
Es gibt ein ausgeklügeltes System zum Abruf vieler situationsbedingter Optionen im Spiel. Hierzu dienen die beiden sogenannten „Haupt-Funkkommunikationsrosen“, kurz „COM-Rose“. Je nach Rolle und Situation des Spielers können hierüber Sprachbefehle, visuelle Marker auf der Karte, Ausrüstungen oder Bauwerke angefordert, platziert oder entfernt werden. Die meisten Funktionalitäten sind zudem durch kontextsensitives Drücken der rechten oder linken Maustaste in 2 Varianten nutzbar.
Das Spiel wird stetig weiterentwickelt, die Spielmechaniken werden erweitert und angepasst, neue Fahrzeuge, Waffensysteme, Konfliktparteien und Szenarien kommen hinzu, werden entfernt oder modifiziert. In den letzten Jahren wurde, neben kleineren Aktualisierungen und Erweiterungen, etwa einmal im Jahr ein größeres Update veröffentlicht. Traditionell werden darüber hinaus in der Zeit der Weihnachtsferien einige zumeist neue Szenarien mit Schneelandschaften als „Winter Map Pack“ temporär online gestellt.

### Spielmodi

#### Assault and Secure (AAS)
Der Spielmodus „Assault and Secure“ kommt dem ursprünglichen Eroberungsmodus von Battlefield 2 am nächsten und gehört neben dem Insurgency-Modus zu den am häufigsten gespielten Spielmodi. Je nach Kartenszenario kommen alle Waffengattungen zum Einsatz. Eine oder wenige Fahnen sind gleichzeitig in einer fest vorgegebenen Reihenfolge einnehmbar, bzw. zu verteidigen. Dies soll den Frontenverlauf simulieren. Einnehmbare Flaggen des Gegners werden langsam übernommen, wenn die eigene Mannschaft mindestens doppelt soviele Spieler in der Nähe (Capping-Range) hat, wie der Gegner. Es verliert die Mannschaft, deren „Tickets“ (Punkteguthaben des Teams) als erstes auf 0 abgefallen sind, wobei der Verlust von Soldatenleben, Fahrzeugen, Vorposten und Flaggen jeweils die „Tickets“ der eigenen Mannschaft reduziert. Auf den meisten Karten führt der Verlust aller Flaggen zum sogenannten „Ticketbleed“, d. h., die eigenen Tickets werden zügig auf 0 heruntergezählt, es sei denn, das Team nimmt wieder eine Flagge ein. Der „Ticketbleed“ ermöglicht somit ein rasches Ende von Runden, in denen der Gegner die absolute Kartenhoheit errungen hat. 
Es gibt Kartenlayouts mit besonderen Varianten des AAS-Spielmodus: Kartenlayouts mit „AAS Infantry“ legen den Schwerpunkt auf infanteristischen Kampf und bieten nur wenige oder keine schwere Kampf- und Luftfahrzeuge. Weiterhin gibt es AAS-Kartenlayouts, bei denen die eroberten Flaggen vom gegnerischen Team nicht mehr zurückerobert werden können.

#### Insurgency (INS)
Der „Insurgency“-Spielmodus bietet Szenarios asymmetrischer Kriegsführung. Spielziel der konventionellen Armee ist es, eine vorgegebene Anzahl Waffendepots lokaler Rebellen zu finden und mit schweren Waffen oder Sprengstoff zu zerstören, wohingegen das Spielziel der Rebellen, wie im AAS Spielmodus, darin besteht, die zu Spielbeginn vorgegebene Ticketanzahl der Gegner durch Zerstörern deren Ausrüstung oder Töten der Gegner auf 0 zu herunterzubringen. Als Besonderheit können Aufständische auch unbewaffnet als Zivilisten herumlaufen, wobei Soldaten der Gegnerpartei die Möglichkeit haben, diese mit Handschellen zu verhaften, und somit schneller herauszufinden, wo das nächste zu zerstörende Waffendepot sein könnte.

#### Command & Control (CNC)
Beide Spielerparteien bauen je einen Vorposten (sog. FOB). Dieser muss um jeden Preis gehalten werden, da bei Verlust die eigene Partei schnell Tickets verliert (sog. Ticketbleed). Je näher an der Kartenmitte dieser eine Vorposten errichtet wird, desto schneller verliert der Gegner Tickets bei Verlust seiner FOB. Dieser Spielmodus wird nur selten auf öffentlichen Servern gespielt, vermutlich weil ein hohes Maß an Teamkoordination erforderlich ist, um die Spielbalance aufrechtzuerhalten.

#### Skirmish
Dieser Spielmodus stellt eine Art Miniversion des AAS Modus dar. Es wird nur ein kurzes Infanteriescharmützel in einem begrenzten kleinen Kartenausschnitt gespielt. Dieses Szenario wird gerne gespielt, wenn auf einem Spielserver nicht allzuviele Spieler anwesend sind. Es dient damit des Öfteren dem Anlocken weiterer Spieler (Seeden) auf den Server, um nach dem kurzen Skirmishmatch wieder größere Karten zu spielen.

#### Vehicle Warfare
Dieser Spielmodus beschränkt sich im Wesentlichen auf Fahrzeuggefechte, oft zu Land oder in der Luft. Spieler können, je nach Karte, nur mit Ausrüstungs-„Kits“ für Pilot oder Fahrer spielen. Mitunter gibt es Panzer, die im Gegensatz zu anderen Spielmodi, von einer Person alleine benutzt werden können, die dann Fahrer und Richtschütze spielt, wie man dies zum Beispiel von Battlefield 2 bereits kannte.

#### Co-Operative (COOP)
Die meisten Karten stehen auch in COOP-Varianten zur Verfügung. Es wird gegen KI-Gegner gespielt. Dieser Modus ist unter anderem für erste Schritte zum Erlernen des Spiels gut geeignet.

#### Gungame
Gespielt wird auf einem begrenzten kleinen Areal der ansonsten auch zur Verfügung stehenden Maps. Man hat keine Auswahl zwischen Ausrüstung und Waffen. Durch Eliminieren eines Gegners erhält man sofort eine neue, ander  Handfeuerwaffe ausgehändigt. Der Gun-Game-Spielmodus ist geeignet, um Server zu „seeden“, da er bereits ab einem Spieler je Seite sinnvoll spielbar ist.

### Konfliktparteien
- United States Marine Corps
- United States Army
- Israelische Streitkräfte
- Streitkräfte des Vereinigten Königreichs
- Volksbefreiungsarmee
- MEC – Middle Eastern Coalition (fiktiv)
- Russische Streitkräfte
- Bewaffnete Milizen
- Taliban
- Irakische Insurrektion
- Hamas
- Bundeswehr
- Kanadische Streitkräfte
- African Resistance Force (fiktiv)
- Französische Streitkräfte
- Niederländische Streitkräfte
- Polnische Streitkräfte
- Syrische Rebellen
- Freie Syrische Armee
- Konfliktparteien des Falklandkriegs: Argentinische Streitkräfte, Streitkräfte des Vereinigten Königreichs
- Konfliktparteien des Vietnamkriegs: Vietnamesische Volksarmee (NVA), United States Army, United States Marine Corps
- Konfliktparteien des 2. Weltkriegs: United States Army, Wehrmacht, Sowjetarmee

## Technik

### VoIP-Kommunikation
Project Reality beinhaltet eine modifizierte Version von der Voice over IP-Software Mumble. Mumble wird beim Betreten eines Spielservers automatisch im Hintergrund gestartet und ermöglicht die sprachliche Kommunikation im Spiel. Es gibt mehrere Möglichkeiten zu kommunizieren: Jeder kann in seiner unmittelbaren Umgebung mit allen Mitspielern seines Teams sprechen. Mit abnehmender räumlicher Distanz wird der Ton dementsprechend leiser. So kann beispielsweise ein verwundeter Spieler im Wald um Hilfe rufen, in der Hoffnung gehört zu werden. Der zweite Kommunikationsweg ist der sogenannte „Squadchat“. Alle Mitglieder (maximal 8) eines Squads können so miteinander kommunizieren, egal wo sie sich im Spiel befinden. Darüber hinaus können Squadleader mit einzelnen oder allen Squadleadern sprechen und bzw. oder mit dem Commander.

## Trivia
Das Videospiel Squad entstand inhaltlich in Anlehnung an Project Reality. Auch wirkten Teile des Entwicklerteams von Project Reality an der Umsetzung von Squad mit.
Für das Spiel wurden eigens Tonaufnahmen vom Entwicklerteam in einer britischen Kaserne angefertigt.

## Rezeption
Das Spiel wurde von den Nutzern der Plattform Mod DB im Durchschnitt mit 9.5/10 bewertet (Stand 30. Juli 2023).
- GameStar, Artikel zu Version 0.6:

„Der Realismus hat in dieser Mod eine äußerst erfreuliche Nebenwirkung: Das Teamspiel funktioniert hervorragend.“
- IGN, Feature zu Version 0.5 (Englisch):

„Why all BF2 players should download this mod.“
- GameSpy, Bericht zu Version 0.5 (Englisch):

„The mother of all realism mods arrives for BF2.“

### Auszeichnungen
2006 erreichte Project Reality den zweiten Platz der „Mod of the Year 2006 Awards“, welche von der Webseite Mod DB veranstaltet wurden.
2007 gewann Project Reality mehrere Preise, darunter
- GameFlood: 25.000 $ Mod & Map Wettbewerb in der Kategorie „Bestes FPS Mod“[21]

- Total Gaming Network: „Beste Modifikation 2007“[22]

- Mod DB: Zweiter Platz in den „Mod of the Year 2007 Awards“[23]

- Mod DB: Erster Platz in den „Mod of the Year 2008 Awards“, sowohl in der Kategorie „Bester Multiplayer Mod“ (Editors Choice)[24] als auch in der Kategorie „Beste Mod“ (Players Choice)[25]